# Text alexandrí
El text alexandrí és un dels principals en la crítica textual del Nou Testament. És el tipus de text preferit per a la majoria dels crítics textuals moderns i és la base de la majoria de les traduccions bíbliques modernes (després del 1900).
Més de 5.800 manuscrits del Nou Testament s'han classificat en quatre grups per tipus de text. A més de l'alexandrí, els altres tipus són l'⁣occidental, el cesarià i el bizantí. En comparació amb aquests tipus de text posteriors, les lectures alexandrines solen ser abruptes, utilitzen menys paraules, mostren una major variació entre els Evangelis sinòptics i tenen lectures que es consideren difícils. És a dir, els escribes posteriors van tendir a polir l'escriptura i millorar-ne l'estil literari. De tant en tant, s'afegirien glosses com a versos durant el procés de copiar una bíblia a mà. A partir del segle IX, la majoria dels manuscrits que es conserven són de tipus bizantí.
La Bíblia del rei Jaume, versió de King James i altres bíblies de l'època de la Reforma es tradueixen del Textus Receptus, un text grec creat per Erasme de Rotterdam i basat en diversos manuscrits de tipus bizantí. El 1721, Richard Bentley va esbossar un projecte per crear un text grec revisat, basat en el Còdex Alexandrinus. Aquest projecte va ser completat per Karl Lachmann el 1850. Brooke Foss Westcott i FJA Hort de Cambridge van publicar un text basat en el Còdex Vaticanus i Codex Sinaiticus el 1881. El Novum Testamentum Graece d'⁣Eberhard Nestle i Kurt Aland, en la seva 28a edició, segueix generalment el text de Westcott i Hort.

## Manuscrits
Fins al segle IX, els textos grecs estaven escrits completament en majúscules, anomenats uncials. Durant els segles IX i X, les minúscules van passar a substituir l'estil més antic. La majoria dels manuscrits uncials grecs es van copiar en aquest període i les seves fulles de pergamí normalment es fregaven per reutilitzar-les. En conseqüència, els manuscrits grecs del Nou Testament supervivents d'abans del segle IX són relativament rars, però nou (més de la meitat del total que sobreviuen) són testimonis d'un text alexandrí més o menys pur. Aquests inclouen els manuscrits gairebé complets més antics del Nou Testament: Codex Vaticanus Graecus 1209 i Codex Sinaiticus (ambdós es creu que daten de principis del segle IV).
Una sèrie de manuscrits de papir substancials de porcions del Nou Testament sobreviuen d'anteriors encara, i aquells als quals es pot atribuir un tipus de text, com ara 𝔓66 i 𝔓75 del segle II al III, també tendeixen a ser testimoni del text alexandrí.
Les primeres versions coptes de la Bíblia (en una varietat sahídica de finals del segle II) utilitzen el text alexandrí com a base grega, mentre que altres traduccions del segle II i III (al llatí i al siríac) tendeixen a conformar-se més aviat al tipus de text occidental. Tot i que la gran majoria dels manuscrits minúsculs posteriors s'ajusten al tipus de text bizantí. L'estudi detallat ha identificat, de tant en tant, minúscules individuals que transmeten el text alexandrí alternatiu. Fins ara s'han descobert uns 17 manuscrits d'aquest tipus i, per tant, el tipus de text alexandrí és testimoniat per uns 30 manuscrits supervivents, encara que no tots associats a Egipte, tot i que en aquesta zona, els testimonis alexandrins són els més freqüents.
Va ser utilitzat per Climent d'Alexandria, Atanasi d'Alexandria i Ciril d'Alexandria.

### Llista de manuscrits notables que representen el text alexandrí
| Signe | Nom                       | Data    | Contingut                    | Descobriment |
| 𝔓45   | Chester Beatty I          | 3r      | fragments d'Evangelis, Actes | 1931         |
| 𝔓46   | Chester Beatty II         | c. 200  | Epístoles paulines           | 1931         |
| 𝔓47   | Chester Beatty III        | 3r      | fragments de l'Apocalipsi    | 1931         |
| 𝔓66   | Bodmer II                 | c. 200  | Evangeli de Joan             | 1952         |
| 𝔓72   | Bodmer VII/VIII           | 3r/4t   | Judes; 1-2 Pere              | 1952         |
| 𝔓75   | Bodmer XIV-XV             | 3r      | Evangelis de Lluc i Joan     | 1952         |
| א     | Còdex Sinaiticus          | 330-360 | Nou Testament                | 1844         |
| B     | Codex Vaticanus           | 325-350 | Mat. - Hbr 9, 14             | segle XVI?   |
| A     | Còdex Alexandrinus        | c. 400  | (excepte els evangelis)      | segle XVII   |
| C     | Còdex Ephraemi Rescriptus | 5è      | (excepte els evangelis)      | segle XVII?  |
| Q     | Còdex Guelferbytanus B    | 5è      | fragments Lluc — Joan        | segle XVIII  |
| T     | Còdex Borgianus           | 5è      | fragments Lluc — Joan        | segle XVIII  |
| jo    | Còdex Freerianus          | 5è      | Epístoles paulines           | 1906         |
| Z     | Codex Dublinensis         | 6è      | fragments de Mat.            | 1787         |
| L     | Codex Regius              | 8è      | Evangelis                    | segle XVIII? |
| W     | Còdex Washingtonianus     | 5è      | Lluc 1:1–8:12; J 5:12–21:25  | 1906         |
| 057   | Uncial 057                | 4/5è    | Fets 3:5–6,10-12             | segle 20?    |
| 0220  | Uncial 0220               | 6è      | NT (excepte Rev.)            | 1950         |
| 33    | Minúscula 33              | 9è      | romans                       | segle XVIII? |
| 81    | Minúscula 81              | 1044    | Actes, Pau                   | 1853         |
| 892   | Minúscula 892             | 9è      | Evangelis                    | 1877         |

Tots els manuscrits existents de tots els tipus de text són almenys un 85% idèntics i la majoria de les variacions no es poden traduir a l'anglès, com ara l'ordre de les paraules o l'ortografia. En comparació amb els testimonis del tipus de text occidental, les lectures alexandrines tendeixen a ser més curtes i comunament es considera que tenen una tendència menor a expandir-se o parafrasejar. Alguns dels manuscrits que representen el tipus de text alexandrí tenen les correccions bizantines fetes per mans posteriors (Papyrus 66, Codex Sinaiticus, Codex Ephraemi, Codex Regius i Codex Sangallensis). En comparació amb els testimonis del tipus de text bizantí, els manuscrits alexandrins tendeixen a:
- Tenir un nombre més gran de lectures abruptes, com ara el final més curt de l'⁣Evangeli de Marc, que acaba en el text alexandrí a Marc 16:8 («[…] perquè tenien por.») ometent els versos Marc 16:9-20; Mateu 16: 2b–3, Joan 5:4; Joan 7:53-8:11⁣
- Versos omesos: Mt 12:47; 17:21; 18:11; Marc 9:44,46; 11:26; 15:28; Lluc 17:36; Fets 8:37; 15:34; 24:7; 28:29.[6]
- A Mateu 15:6 es va ometre η την μητερα (αυτου) (o (la seva) mare): א BD cop sa[7]
- A Marc 10:7 s'omet la frase και προσκολληθησεται προς την γυναικα αυτου (i unir-se a la seva dona), als còdexs Sinaiticus, Vaticanus, Athous Lavrensis, 892, <b id="mwAaw">ℓ</b> <i id="mwAa0">48</i>, <sup id="mwAa8">gothr</sup>.[8]
- Marc 10:37 αριστερων (esquerra) en lloc de ευωνυμων (esquerra), en frase εξ αριστερων (B Δ 892 vl) o σου εξ αριστερων (L Ψ 892*)[9]
- A Lluc 11:4 s'omet la frase αλλα ρυσαι ημας απο του πονηρου (però allibera'ns del mal). L'omissió és sostinguda pels manuscrits: Sinaiticus, B, L, f 1, 700, vg, syr s, cop sa, bo, arm, geo.[10]
- A Lluc 9:55-56 només té στραφεις δε επετιμησεν αυτοις (però, Ell es va girar i els va increpar): 𝔓45 𝔓75 א BCLWX Δ Ξ Ψ 28 38951 571 Ξ Ψ 571 pt.
- Per mostrar més variacions entre passatges sinòptics paral·lels, com en la versió lucana de l'oració del Senyor (Lc 11:2), que al text alexandrí obre «Pare...», mentre que el text bizantí diu (com en el paral·lel Mateu 6: 9) «Pare nostre del cel.».
- Tenir una proporció més alta de lectures «difícils», com a Mateu 24:36, que diu al text alexandrí «Però d'aquell dia i hora ningú ho sap, ni els àngels del cel, ni el Fill, sinó només el Pare.», mentre que el text bizantí omet la frase «ni el Fill», evitant així la implicació que Jesús no tenia prou coneixement diví. Una altra lectura difícil és Lluc 4:44.

Les comparacions anteriors són tendències, més que diferències consistents. Hi ha una sèrie de passatges a l'⁣Evangeli de Lluc en què el tipus de text occidental és testimoni d'un text més breu, les no-interpolacions occidentals. A més, hi ha una sèrie de lectures on el text bizantí mostra variacions entre passatges sinòptics, que no es troben ni en els textos occidentals ni alexandrins, com en la traducció al grec de les últimes paraules de Jesús en arameu, que s'informa en el text bizantí com «Eloi, Eloi...» a Marc 15:34, però com «Eli, Eli...» a Mateu 27:46.